# وانتسکو (استان لهستان کوچک‌تر)
وانتسکو (به لاتین: Łącko) یک روستا در لهستان است که در گمینا وانتسکو واقع شده‌است. وانتسکو ۲٬۷۰۰ نفر جمعیت دارد.